# Jardine House
Das Jardine House (chinesisch 怡和大廈 / 怡和大厦, Pinyin Yíhé Dàshà, Jyutping Ji4wo4 Daai6haa6) ist der Sitz der Hauptverwaltung der Jardine Matheson Holdings Limited in der chinesischen Sonderverwaltungszone Hongkong. Es ist gleichzeitig Hongkongs erster Wolkenkratzer. Es befindet sich im Finanz- und Geschäftsviertel in Central in der Innenstadt (englisch Central Business District, CBD) auf Hong Kong Island.

## Bezeichnung
Das heutige Jardine House befindet sich direkt am Connaught Place (康樂廣場), daher hieß das Gebäude ursprünglich „Connaught Centre“ (康樂大廈), benannt nach dem Platz, bevor man Ende der 1980er Jahre das Gebäude in den heutigen Namen „Jardine House“ umbenannte, nach James Matheson, dem Begründer des Unternehmens. Das Gebäude wird umgangssprachlich von einheimischen Hongkonger Bürgern heute manchmal im Chinesischen noch so genannt, insbesondere von der Generation vor 1988.

## Planung und Bau
Das Jardine House wurde 1971 bis 1972 mit der ursprüngliche Bezeichnung Connaught Centre vom firmenseigene Tochterunternehmen Jardines aus dem Bausektor entwickelt und gebaut. Die Immobilien- und Landentwicklungsgesellschaft Hongkong Land entwickelte das Projekt und der Generalunternehmer Gammon Construction Limited (金門建築有限公司, kurz 金門建築) stellte das Gebäude in 16-monatiger Bauzeit fertig.

## Geografie
Das Jardine House befindet sich im Hongkonger Central and Western Distrikt in verkehrstechnisch gut erreichbares Finanz- und Geschäftszentrum Central und über die Airport Express Line und Island Line am Hongkonger U-Bahn-Netz (MTR) angebunden. Das Jardine House ist über die MTR-Haltestellen Hong Kong und Central fußläufig gut erreichbar und über das Central Elevated Walkway (中區行人天橋系統), ein Fußgängerbrückensystem Hongkongs, mit anderen wichtige Gebäuden und Orte der Umgebung, wie beispielsweise das Hongkonger General Post Office (Hauptpostamt), das Two International Finance Centres (Two IFC), der Exchange Square, angebunden. Andere Verkehrssystem wie dem Central Mid-Levels Escalator-Fußwegesystem sowie verschiedene Anlegestellen für Fähren (Central Ferry Piers, Hong Kong Macau Ferry Terminal) mit Passagierterminals und Heliports mit Zielen innerhalb und außerhalb Hongkongs (z. B. Discovery Bay, Cheung Chau, Lamma Island, Macau, Zhuhai, Zhongshan etc.) sind auch über den „Central Elevated Walkway-System“ angeschlossen. In unmittelbarer Nähe steht die Hong Kong City Hall, das HSBC-Hochhaus und der Bank of China Tower.

## Beschreibung

### Historie
Das erste Jardine House in Hongkong ist ein Gründerzeitbau aus der Zeit um 1841 auf einem Eckgrundstück auf der Peddar Street Hausnummer 20 Ecke Des Voeux Road am historischen Praya (kant. 海旁) in Central. Das zweite Jardine House war ein Bau in Kolonialstil von 1908. Das dritte Jardine House wurde um 1956 nach dem Zweiten Weltkrieg als 16-geschossiges Hochhaus auf dem Eckgrundstück auf der Peddar Street wiederaufgebaut. Im Zuge einer Landerwerbstätgkeit wurde das Grundstück verkauft, um das heutige vierte Jardine House in den 1970er als Internationalen Stil zu bauen. Auf dem ehemaligen Grundstück der Jardines steht seit den 1970er Jahren das Wheellock House, gebaut von Wheellock Properties und Cheung Kong Holdings.

### Gegenwart
Das Jardine House wurde 1973 als Connaught Centre eröffnet und schrieb Geschichte als Hongkongs erster Wolkenkratzer. Es verfügt über 52 oberirdische Stockwerke auf 178,5 Metern und war somit das erste Gebäude Chinas, welches die 150-Metermarke überschritt. Den Titel als höchsten Wolkenkratzer Chinas hielt das Gebäude sieben Jahre lang bis 1980, als das Hopewell Centre, ebenfalls in Hongkong, fertiggestellt wurde. Die Fassade mit den 1.748 runden Fenster ist ein besonderes „Markenzeichen“ des Gebäudes. Doch aufgrund der „runden Fenster“ und der arroganten Haltung der Eigentümer (britische Keswick Familie) in der lokalen Geschäftswelt, brachte dem Bau den Spitznamen „The House of a Thousand Arseholes“ ein. Das Hochhaus gehört zu den historischen Landmarke Hongkongs. In den höher gelegene Geschosse des Gebäudes findet Büronutzung statt, während man in den unteren Geschossen sowohl verschiedene Einzelhandelläden und kleine Outlet-Stores für Lebensmittel bzw. Getränke (englisch Food & Beverage Outlet, meist „F&B Outlet“) als auch Gastronomiebetriebe von Restaurants über Schnellrestaurants bis Cafés und Imbisse vorfindet. Internationale Konzerne und namhafte Firmen gehören zu den Mieter des bekannten Hochhauses. Heute zählt das Jardine House mittlerweile zu den ältesten noch bestehenden Hochhäusern der Weltstadt.

## Trivia

### Referenzen in der Popkultur
Das Gebäude ist Drehort zweier Hongkong-Filme aus dem Jahr 1977, Der Tiger aus Taipeh von Golden Harvest und Der Koloß von Konga von den Shaw Brothers. Es ist sowohl in der zweiteiligen Episode „The Chinese Web“ aus der 1978 ausgestrahlte US-amerikanische Superhelden-Fernsehserie „The Amazing Spider-Man“ von NBC als auch in dem Superheldenfilm Spider-Man: The Dragon's Challenge aus 1981 zu sehen. Außerdem ist es ein Handlungsort der Fernsehserie Nobelhouse aus dem Jahre 1988 nach dem 1981 erschienener Roman Noble House Hongkong von James Clavell.

## Bilder

Jardine House – Innenräume
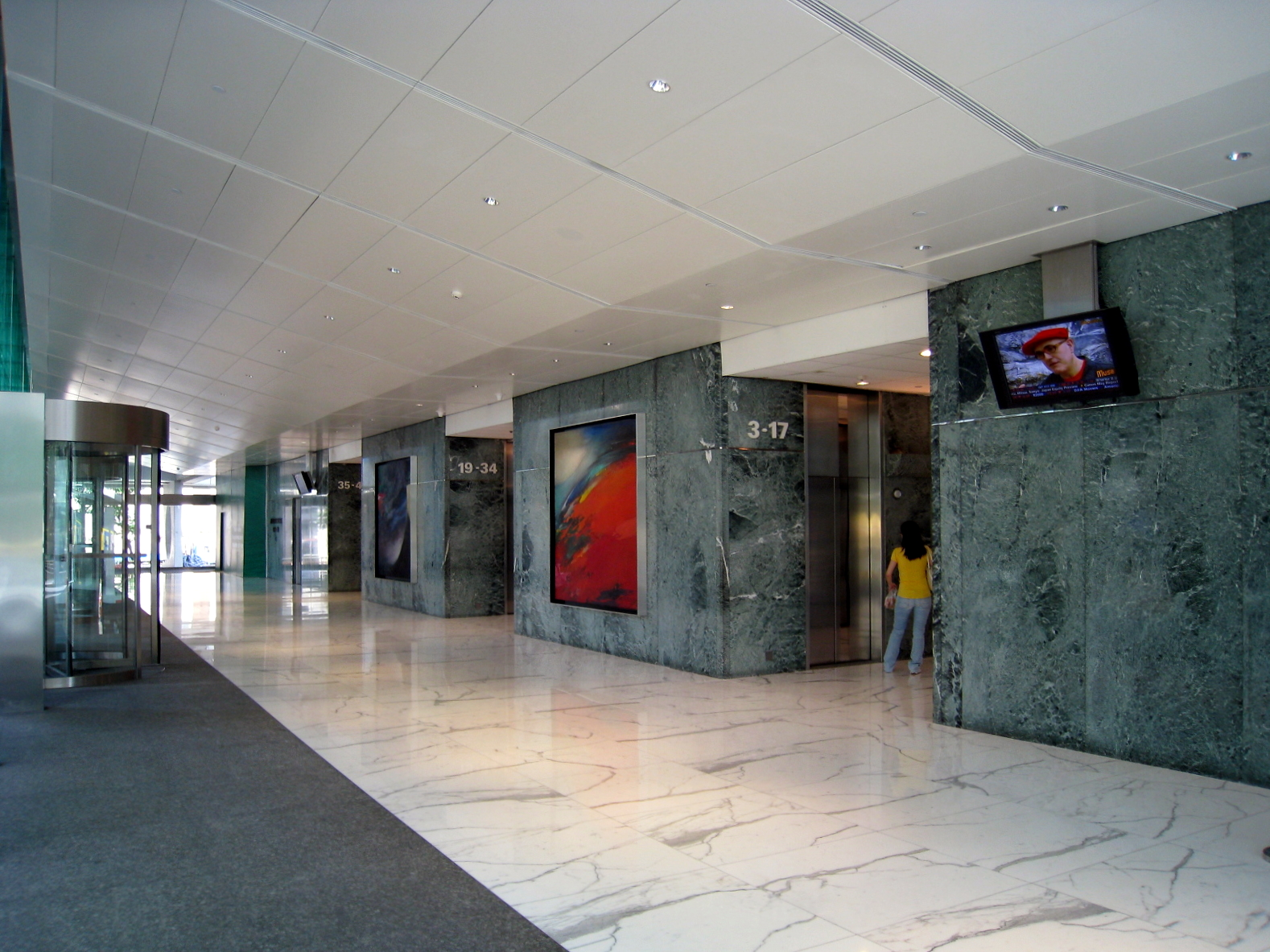
Eingangslobby, Jardine House 2008
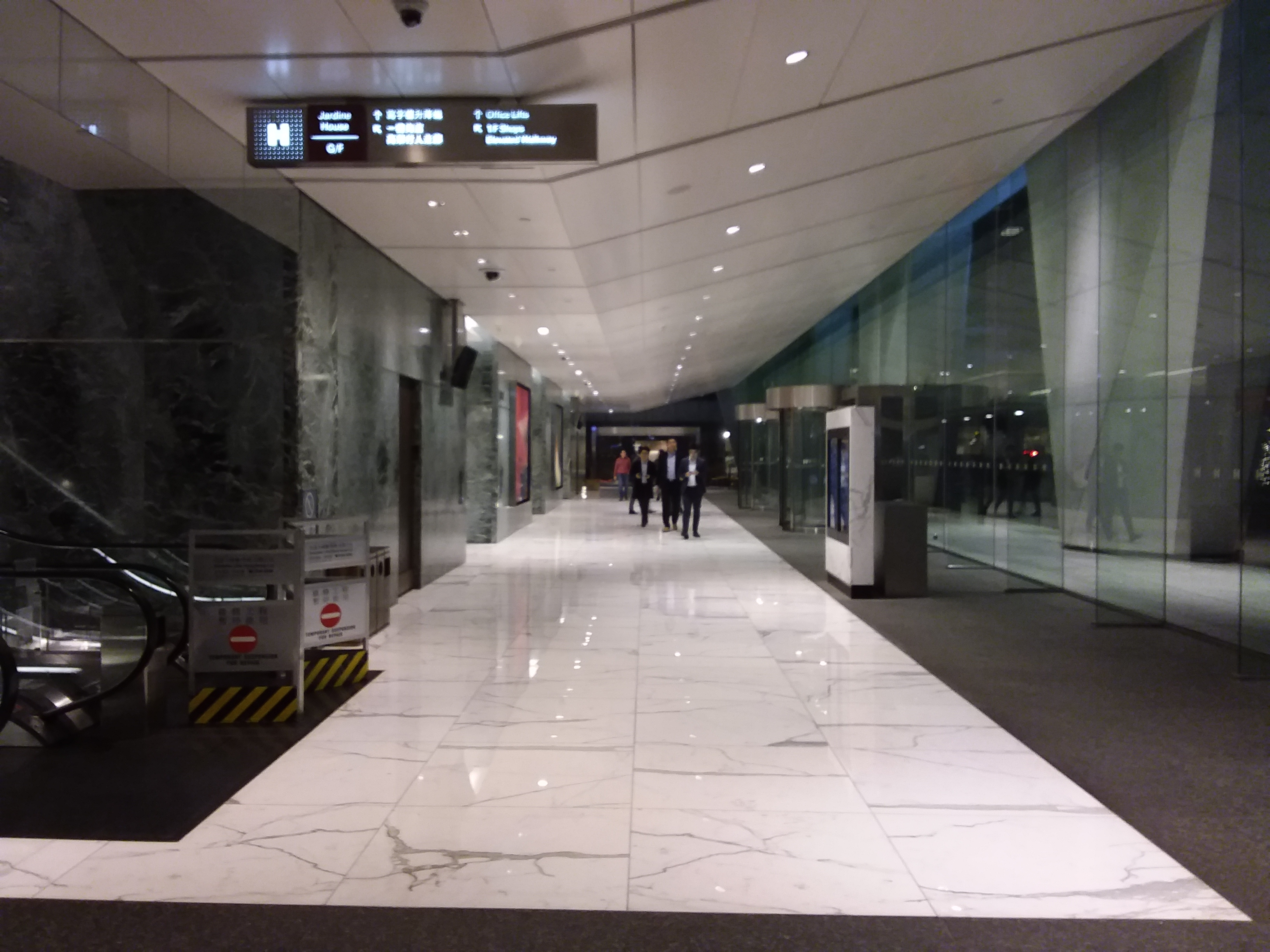
Eingangslobby, Jardine House 2012
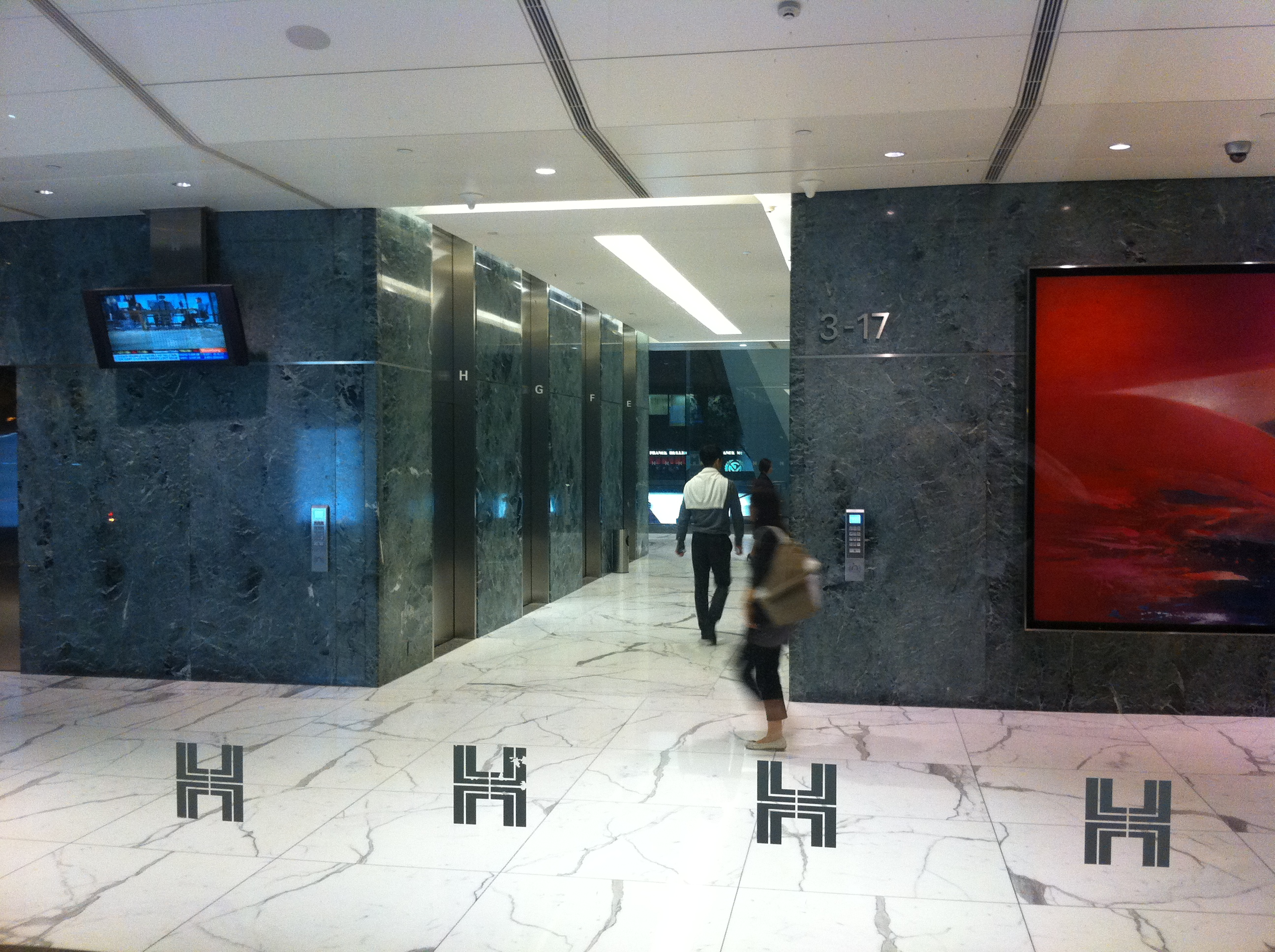
Aufzüge am Lobby, Jardine House 2012
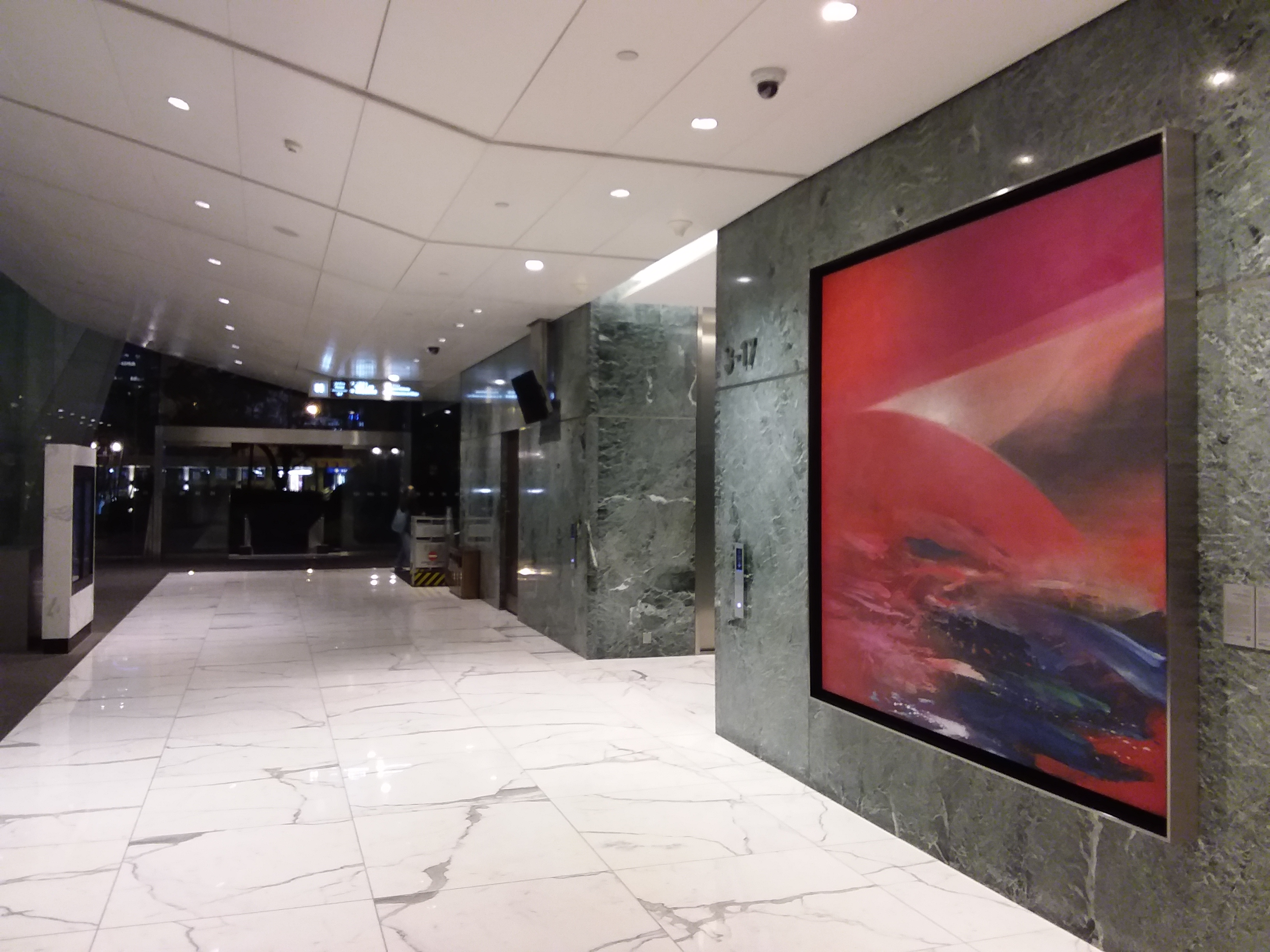
Lobby Aufzugsbereich, Jardine House 2019

Jardine House – Außenräume
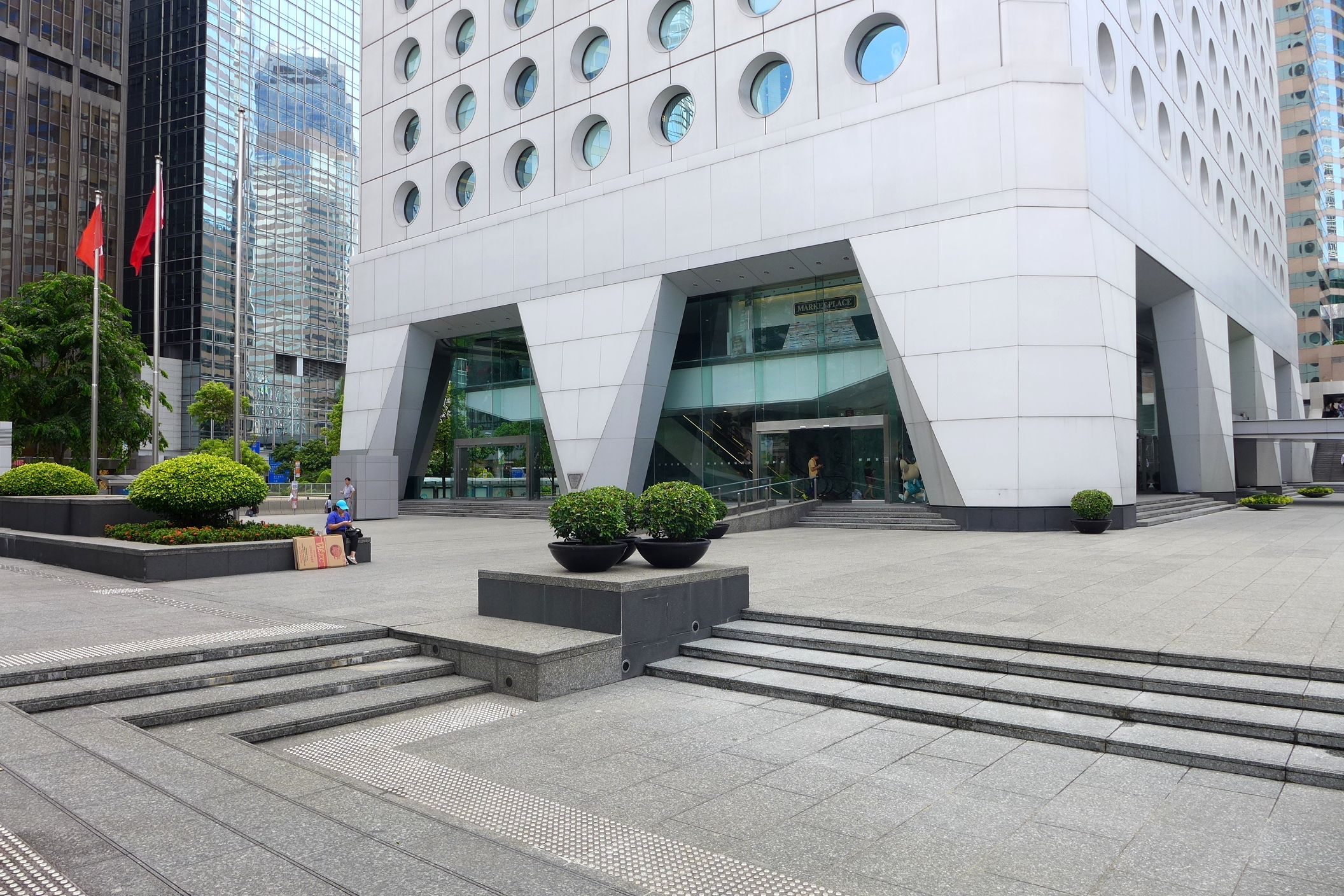
Jardine House und Außenfläche, Connaught Place 2015
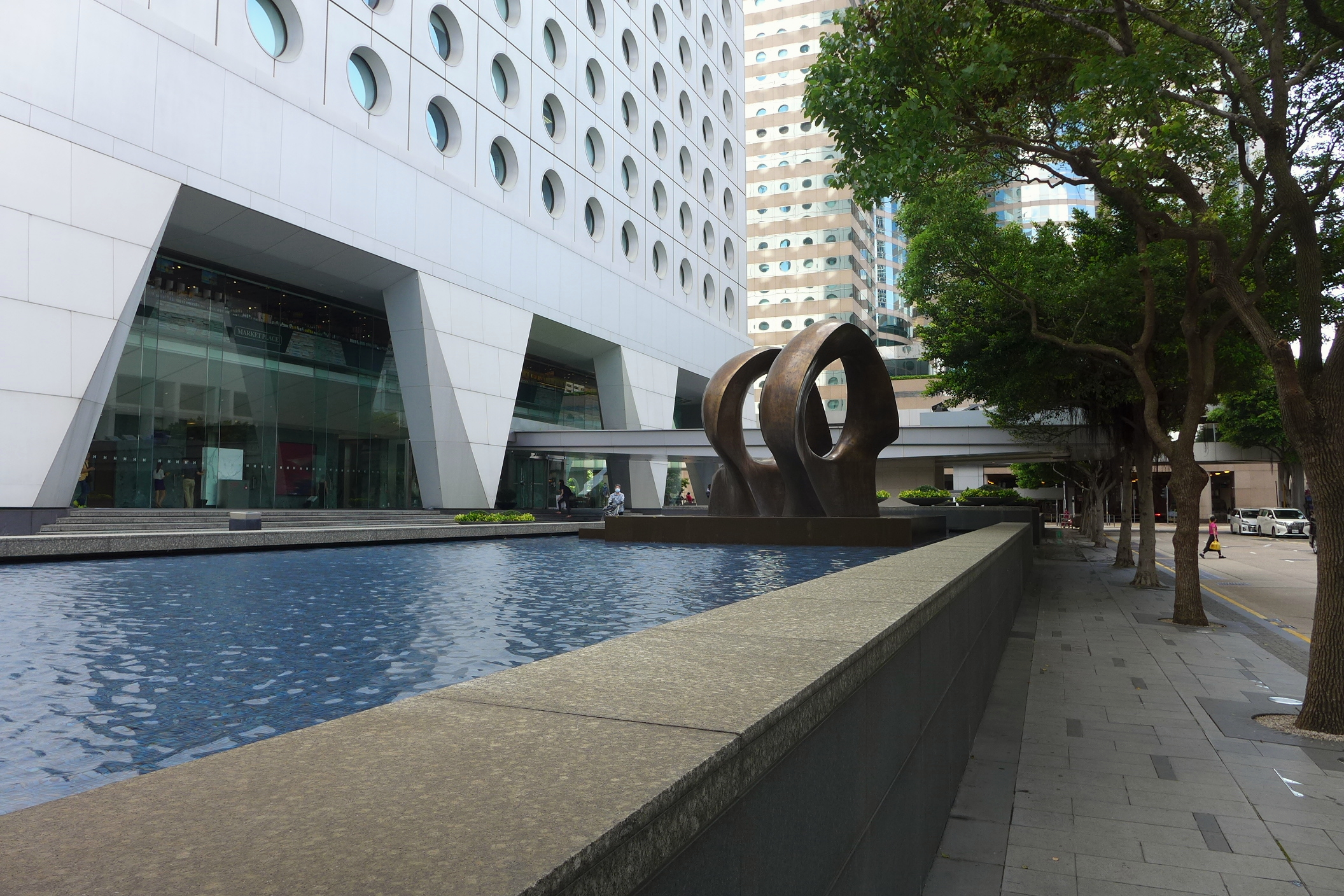
Jardine House, Connaught Garden 2015
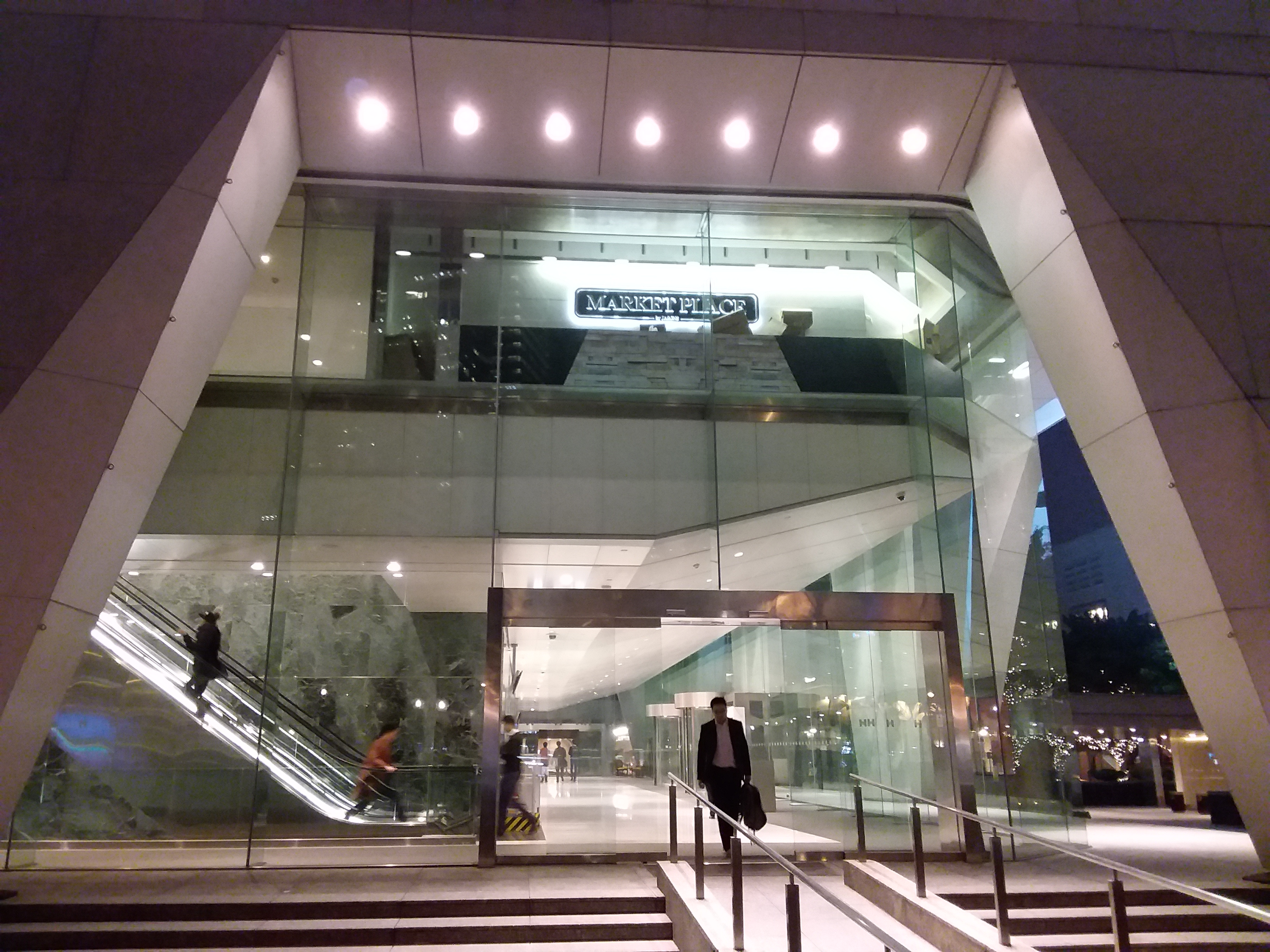
Eingang bei Nacht, Jardine House 2019
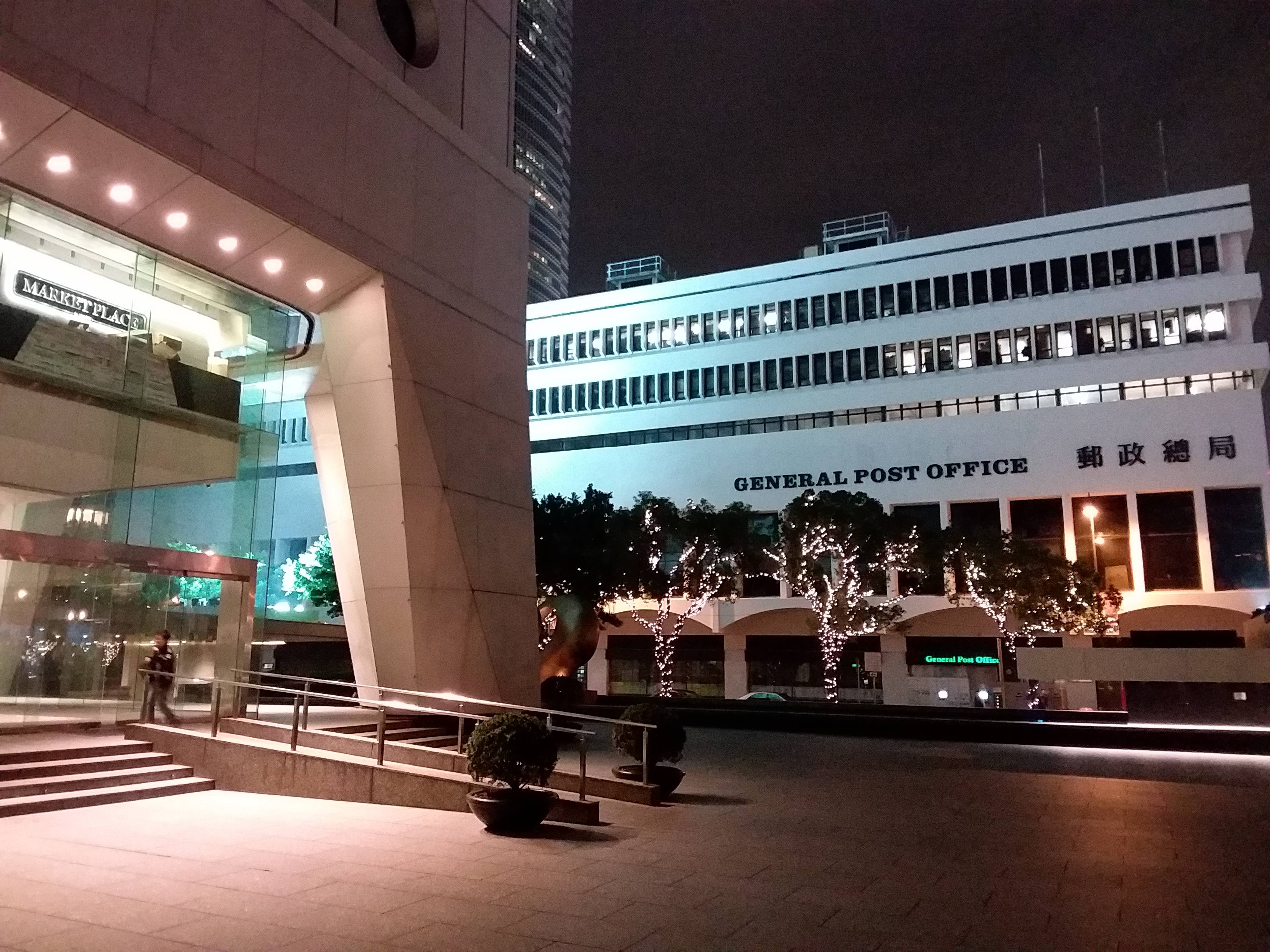
Außenbereich Nacht, Jardine House 2019

Jardine House – Stadträume
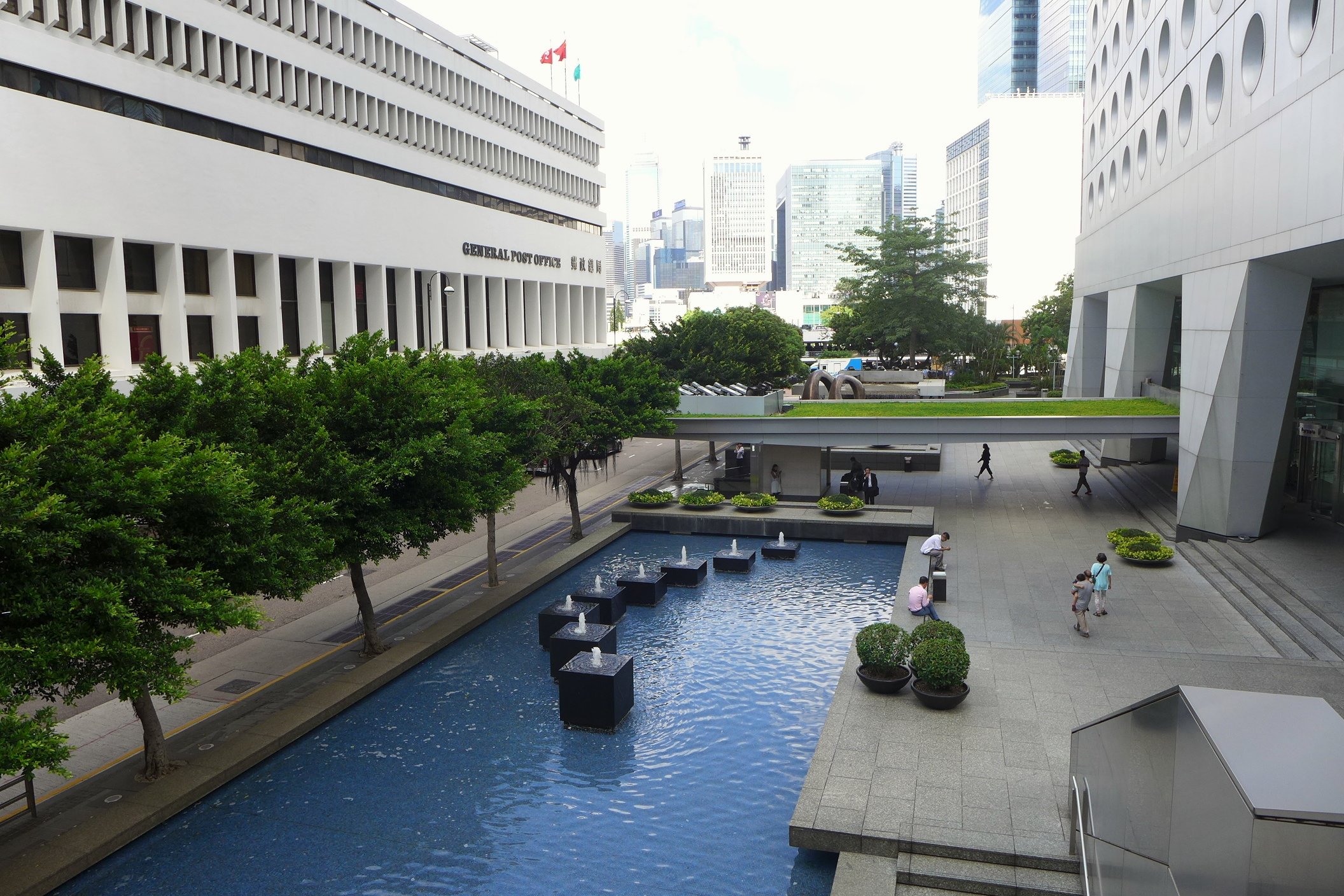
Jardine House und General Post Office, 2015
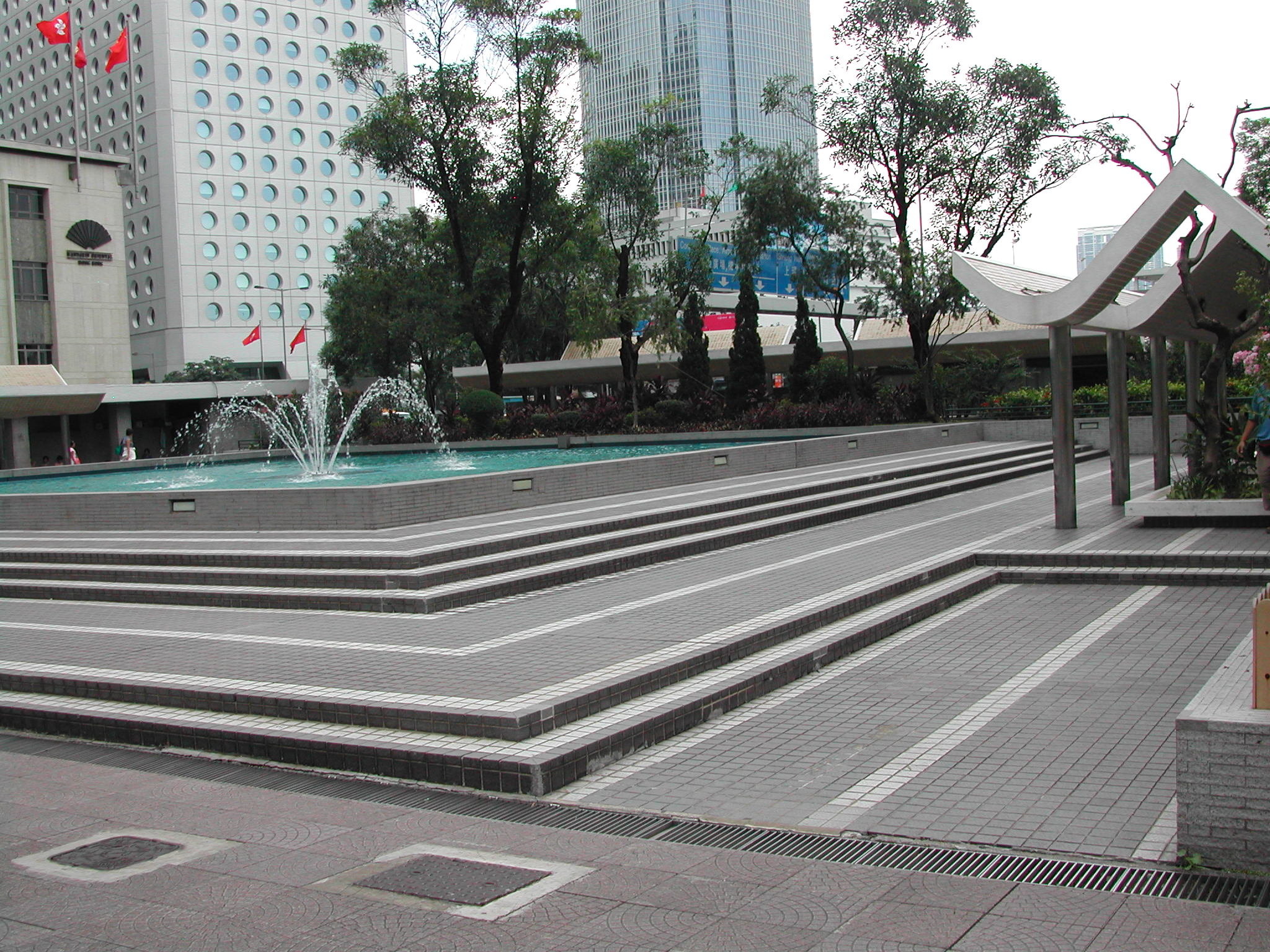
Statue Square, Jardine House 2015
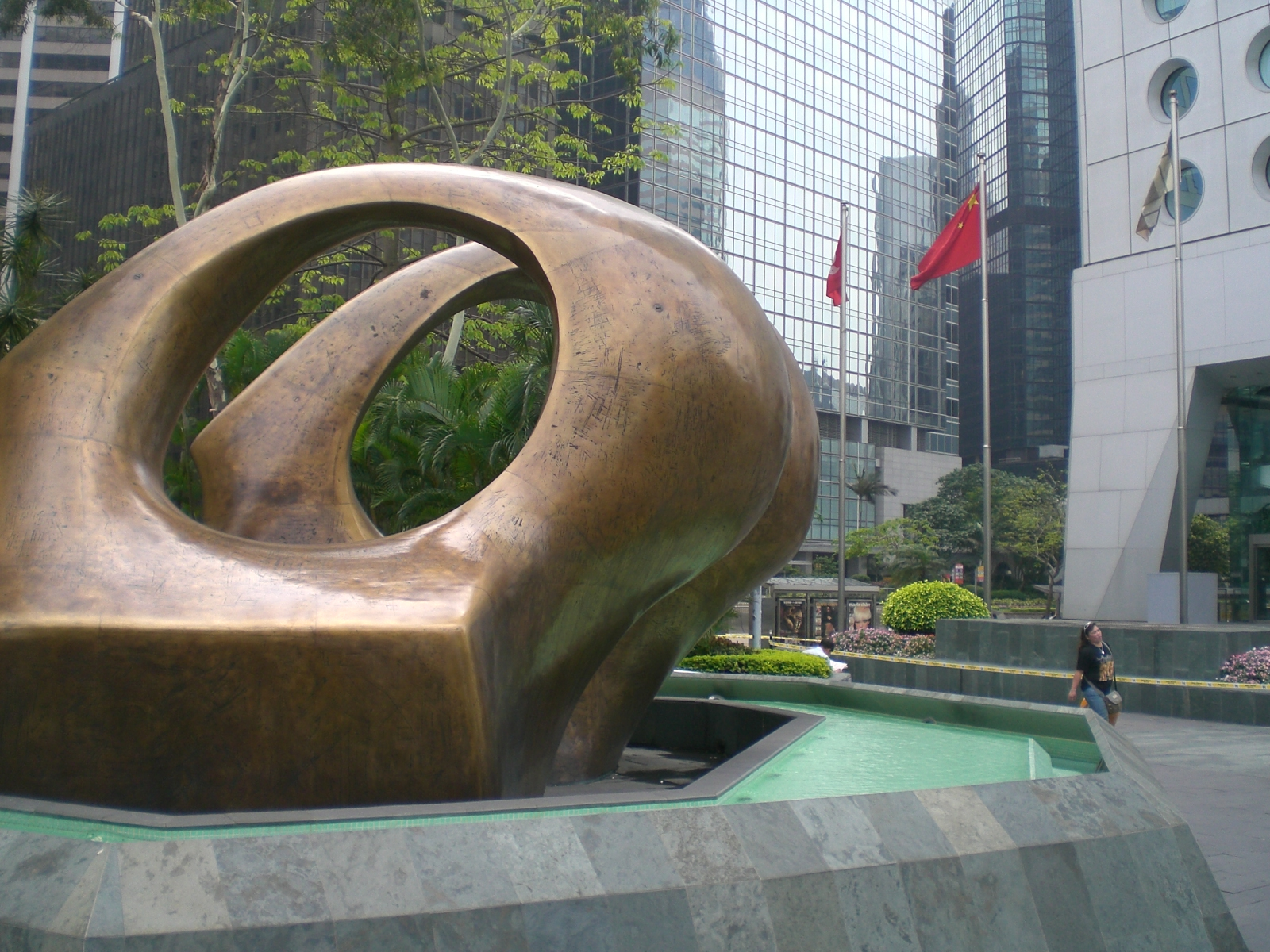
Skulptur nahe Jardine House, Connaught Garden 2007
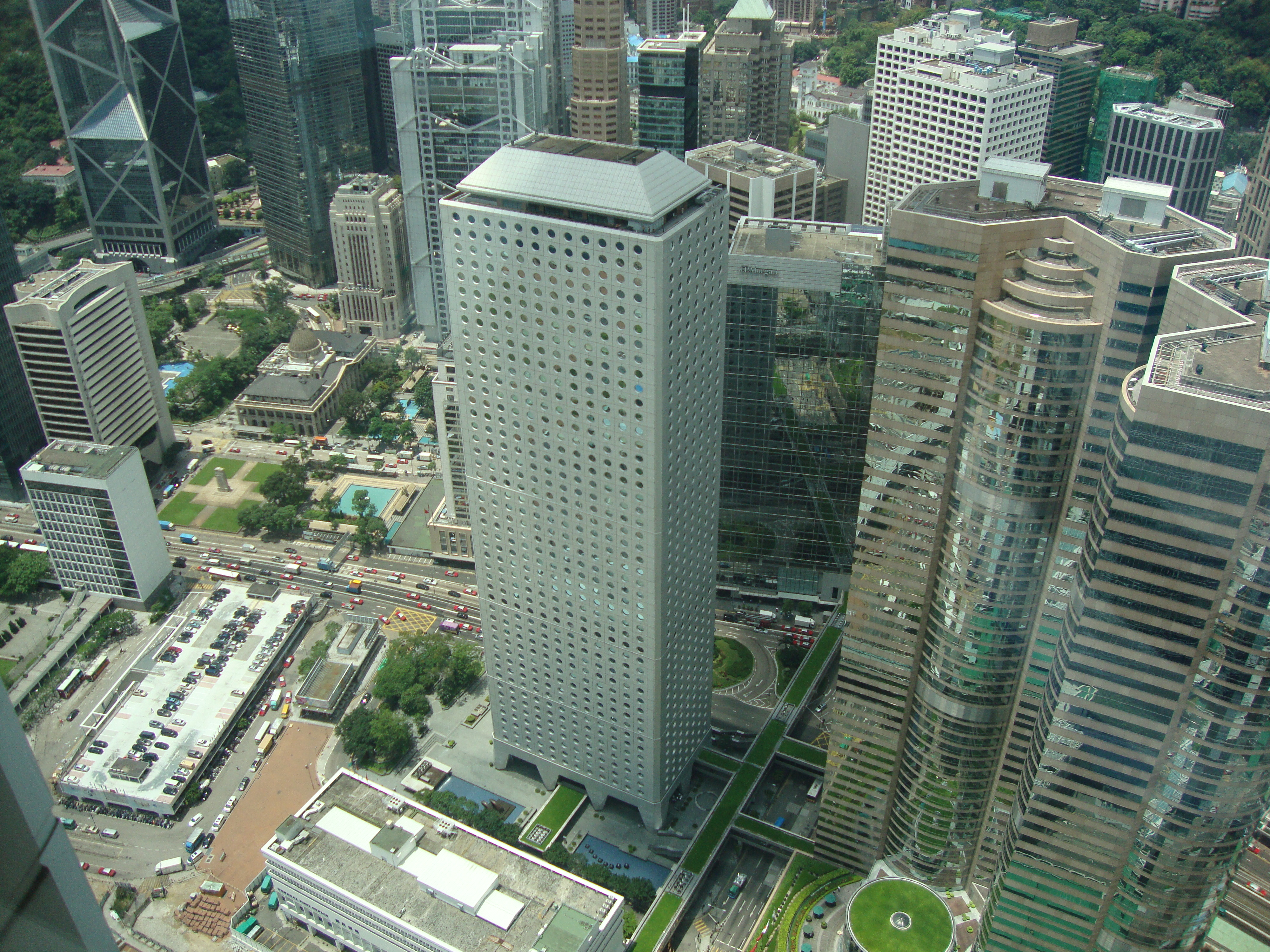
Jardine House und Umgebung, Two IFC 2013